# Solid Rock (The Rolling Stones)
Solid Rock è un album raccolta del gruppo rock britannico The Rolling Stones, pubblicato nel 1980 dalla Decca Records.

## Tracce
- Tutte le canzoni sono scritte da Jagger/Richards tranne dove indicato.

Lato 1
1. Carol (Chuck Berry)
2. Route 66 (Bobby Troup)
3. Fortune Teller (Naomi Neville)
4. I Wanna Be Your Man (John Lennon/Paul McCartney)
5. Poison Ivy (Jerry Leiber/Mike Stoller)
6. Not Fade Away (Charles Hardin/Norman Petty)
7. (I Can't Get No) Satisfaction
8. Get Off of My Cloud

Lato 2
1. Jumpin' Jack Flash
2. Connection
3. All Sold Out
4. Citadel
5. Parachute Woman
6. Live with Me
7. Honky Tonk Women